# Kastsioukowka
Kastsioukowka (en biélorusse : Касцюкоўка ; en alphabet lacinka : Kascjukoŭka) ou Kostioukovka (en russe : Костюковка) est une ancienne commune urbaine de la voblast de Homiel ou oblast de Gomel, en Biélorussie. Sa population s'élevait à 9 904 habitants en 2016. En 2016, la commune a été annexée par la ville de Homiel (ou Gomel)

## Géographie
Kastsioukowka est située à 10 km au nord de Gomel dont elle est un faubourg, sur la route de Moguilev.

## Histoire
La ville est née en 1873 avec la construction d'une gare sur la ligne de chemin de fer Moguilev – Gomel. Elle devient en 1929 la cité ouvrière des travailleurs de la verrerie de Gomel et en 1935 une commune urbaine.
En 2016, la commune urbaine de Kastsioukowka a été annexée par la ville de Homiel ou Gomel.

## Population
Recensements (*) ou estimations de la population :
| 1959* | 1970*  | 1979*  | 1989*  | 1999*  |
| ----- | ------ | ------ | ------ | ------ |
| 6 436 | 10 137 | 10 938 | 10 860 | 10 300 |

| 2009* | 2013  | 2014  | 2015  | 2016  |
| ----- | ----- | ----- | ----- | ----- |
| 9 484 | 9 606 | 9 651 | 9 895 | 9 904 |

## Personnalités
- Le cycliste Kanstantsin Siutsou est originaire de Kastsioukowka